# Frits Lambrechts
Fredericus Amos (Frits) Lambrechts (Amsterdam, 24 maart 1937) is een Nederlands artiest en acteur.

## Loopbaan
Lambrechts was onder andere werkzaam als lichtmatroos en had verschillende kantoorbanen. Hij begon met cabaret bij de jongerenvereniging ANJV. Hij werd rond 1964 ontdekt door schrijver en cabaretier Jaap van de Merwe. Deze haalde hem nadat hij hem had horen spelen in Amsterdam naar zijn cabaretvoorstelling als pianist. Na zijn samenwerking met Van de Merwe werkte Lambrechts met onder meer Wim Kan en Henk Elsink. Daarna was hij actief in allerlei artistieke disciplines, waaronder muziek, zingen en ook acteren. In 1971 kreeg hij een Zilveren Harp voor zijn bijdrage aan het Nederlandse lied. Lambrechts was begin jaren 1970 medewerker aan het satirische radioprogramma Cursief.
Van november 1984 tot december 1993 was Lambrechts de Hoofdpiet in televisieprogramma's rond Sinterklaas. Hij besloot ermee te stoppen omdat hij het gebeuren rondom Sinterklaas te commercieel vond worden. Hij wilde het feest graag in zijn pure vorm behouden. De rol werd overgenomen door Erik de Vogel bij de intocht in Monnickendam. In 1991 werd hij verantwoordelijk voor de stem van Teigetje in de Nederlandse nasynchronisatie van de tekenfilms over Winnie de Poeh. Rond de millenniumwisseling werd deze rol overgenomen door Kees van Lier. In de jaren 1990 was hij te zien in televisiereclamespotjes voor Gamma Bouwmarkten. Hij had een terugkerende rol in Goede tijden, slechte tijden en was in All Stars te zien als Pa Meeuwse. In de film en de televisieserie Abeltje had hij een belangrijke bijrol als Jozias Tump. Later deed hij de stemmen van Takel in de filmreeks Cars (vanaf 2006) en het hoofdkarakter Carl Fredricksen in Up (2009).
In 2003 ontving Lambrechts een Gouden Beeld in de categorie Beste Acteur. Hij kreeg deze voor zijn rol als licht-dementerende oudere man in de film Sloophamer.
Ook op hogere leeftijd bleef Lambrechts aan het werk. In 2015 werkte hij mee aan de theatervoorstelling Frits! Laten we lastig zijn van theatermaker Elsbeth Vernout, waarin Vernout, Lambrechts en videokunstenaar Martijn Grootendorst terugblikken op de loopbaan van Lambrechts.
Tussen 2017 en 2019 was hij te zien in de televisieserie Het geheime dagboek van Hendrik Groen. In 2020, 2021 en 2022 speelde hij de vader van Frank Lammers in commercials van Jumbo. In 2021 had hij een gastrol in het derde seizoen van Mocro Maffia.

## Politieke betrokkenheid
Via zijn betrokkenheid bij de jeugdbond ANJV werd Lambrechts in de jaren 1960 lid van de CPN. Hij trad geregeld op bij bijeenkomsten van de partij, liep mee in demonstraties tegen bijvoorbeeld de Vietnamoorlog en in zijn cabaret- en liedteksten liet hij geregeld een uitgesproken linkse oriëntatie doorklinken. Daarnaast bracht hij met diverse artiesten, waaronder Rob van de Meeberg en Wim van de Meeberg, muziekalbums uit met linkse teksten, waaronder Voor een ieder die zichzelf respecteert.
Hoewel hij zich als CPN'er geregeld keerde tegen de PvdA, bracht hij tijdens de herdenkingsdienst van de overleden PvdA-voorman Joop den Uyl op 30 december 1987 in de Nieuwe Kerk te Amsterdam het lied Voorwaarts en niet vergeten ten gehore. Vanwege zijn eerdere lidmaatschap van de CPN werd hij in 1994 door de EO geweigerd voor een hoofdrol in de televisieserie De laatste carrière, terwijl de opnames daarvoor al begonnen waren. EO-programmadirecteur Andries Knevel ontkende dat het partijlidmaatschap een rol had gespeeld, maar vond dat de eerder uitgedragen marxistische denkbeelden niet strookten met de rol van een man in een geloofscrisis.
Lambrechts deed later klussen voor de Socialistische Partij. Hij was in 2009 betrokken bij de actie 65 blijft 65, tegen verhoging van de pensioenleeftijd. Hij zong het campagnelied 65 jaar (trillend op mijn benen), een bewerking van Sinds 1 dag of 2 (32 jaar) van Doe Maar, en trad samen met Bob Fosko op op het partijcongres van de SP begin 2010. In deze periode werkte hij ook mee aan een serie geëngageerde hoorspelen die de SP produceerde. In de campagne voor de Tweede Kamerverkiezingen 2021 verleende hij zijn medewerking aan een spotje van de SP over briefstemmen voor ouderen. In 2022 zong hij 65 jaar (trillend op mijn benen) opnieuw in als actie tegen het loskoppelen van de AOW met de stijging van het minimumloon.

## Filmografie

### Films en televisieseries
- De inbreker (1972) - rechercheur van Hol  (Stoere)
- Waaldrecht (televisieserie) - Willem Barnhoorn (afl. Taxi Meneer?, 1973)
- Twee onder een klap (televisieserie) - Bob Jongeneel (1973)
- Boerin in Frankrijk (televisieserie) - Kees (1973)
- Zwaarmoedige verhalen voor bij de centrale verwarming (1975) - Gerrie in deel 3: Zeeman tussen wal en schip
- Klaverweide - magazijnbediende (5e aflevering "Recht en krom" 5 juni 1975)
- Hollands Glorie (televisieserie) - Machinist Verwoert (1976)
- Cassata (televisieserie) - Kees (afl. 1-8, 1979)
- De brandnetelkoning (tv-docudrama) - chemische fabriekswerker Frans Messing, (1979)
- De Lemmings (televisieserie) (1980) - Toon
- Het oponthoud (televisiefilm, 1982) - Garagehouder
- De Landelijke Intocht van Sinterklaas (1984-1993) - Hoofdpiet
- Het wonder van Rotterdam (1984) - Rol onbekend
- De ijssalon (1985) - NSB-partijbons
- Thomas en Senior (televisieserie) - Boef Karel (3 afleveringen, 1985)
- Geef je ouders maar weer de schuld - Vader Nol (1985-1986)
- Het wassende water (televisieserie) - veilingmeester Klaas Merkesteijn (1 aflevering, 1986)
- Sinterklaas in Sesamstraat (NPS, 1987-1992, 1995) - Hoofdpiet (in 1995 als agent)
- Alfred J. Kwak (televisieserie) - Henk de Mol (1989-1991, stem)
- Medisch Centrum West (televisieserie) - Joop (1990)
- Goede tijden, slechte tijden (televisieserie) - Willem Kelder (1990-1991, 1993)
- Beertje Sebastiaan: De geheime opdracht (1991) - Snuffie (stem)
- Vrienden voor het leven - Meneer Van Steunzolen (afl. 12 ambachten, 1992)
- Ha, die Pa! (televisieserie) - Gijs (afl. Eindexamen, 1992)
- Coverstory (televisieserie) - Inspecteur Pieters (episode 1.8, 1993)
- Het zonnetje in huis (televisieserie) - Man in Wachtkamer (afl. Moederschap, 1994)
- Het zonnetje in huis (televisieserie) - Videotheekhouder (afl. Bandenpech, 1996)
- SamSam (televisieserie) - Hennie (afl. Riet is er niet, 1994)
- Flodder (televisieserie) - Man hondenbelasting (afl. De hondlanger, 1995)
- Baantjer (televisieserie) - Schubben Sjakie (afl. De Cock en de moord op de marktmeester, 1996)
- Flodder (televisieserie) - Harco Sorbato (afl. Vrijdag de 13e, 1999) (opgenomen in 1997)
- Ik ben je moeder niet (televisieserie) - Jan (afl. De zus van Trudy, 1996)
- All Stars (1997) - Pa Meeuwse
- Zeeuws Meisje (televisieserie) - Pa Hielke (1998)
- Abeltje (1998) - Jozias Tump
- Somberman's actie (1999) - Rinie Kaak
- Spangen (televisieserie) - Kobus Visser (afl. Rio, 1999)
- De rode zwaan (1999) - Rol onbekend
- Russen (televisieserie) - Fons de Knecht (afl. Taxi, 2000)
- Abeltje (televisieserie) - Jozias Tump (2000)
- Minoes (2001) - Joop (stem)
- Kees & Co (2001) - Oom Leo (afl. "Luister en huiver", 2001)
- The Champ (2002) - Mr. Hemming
- Ja zuster, nee zuster (2002) - Opa
- Sloophamer (televisiefilm, 2003) - Dirk van den Berg
- Van God Los (2003) - Van de Velde
- Baantjer (televisieserie) - Eef de Beer (afl. De Cock en de moord op Arie Bombarie, 2004)
- Pluk van de petteflet (2004) - Heen- en Weerwolf (stem)
- Opruiming (2005) - Man
- Het woeden der gehele wereld (2006) - Doodgraver 2
- Nachtrit (2006) - Voorzitter bestuursvergadering
- Leer Effe Fietsen (2006) - Opa
- Van Speijk (televisieserie) - Mr. Horstman (3 afl., 2006-2007)
- Oppassen!!! (televisieserie, 2009) - kastelein (1 afl.)
- De laatste reis van meneer Van Leeuwen (telefilm, 2010) - Meneer Van Leeuwen
- Flikken Maastricht (2011) - Arnout
- Sonny Boy (2011) - Sam
- Claustrofobia (2011) - magazijnbeheerder
- All Stars 2: Old Stars (2011) - Pa Meeuwse
- Koning van Katoren (2012) - Janus
- Aaf (televisieserie, 2013) - Opa, vader van Ton
- Nooit te oud (televisiefilm over ouderen, 2013) - bejaarde in rolstoel
- Hartenstraat (2014) -
- Het geheime dagboek van Hendrik Groen (televisieserie, 2017-2019) - meneer Hoogdalen
- Dokter Tinus - Fred Pot (2013, 2017)
- En ik van jou (korte film, 2018, met Nelly Frijda)
- Komt een man bij de dokter (2020)
- Zoentjesdief (korte film, 2020) - Rinus
- Mocro Maffia - Kees (2021)
- Adem in, Adem uit - Mr. Geelinck (2021)
- Flikken Maastricht - Ouwe Johan (2 afleveringen, 2024)

### Animatie- en poppenfilms
- Rocco, de gorilla in Eiland Van Noach, Het
- Teigetje in onder andere Het Grote Verhaal van Winnie de Poeh en The New Adventures of Winnie the Pooh en in de film Winnie De Poeh - Meest Verre Tocht  tot vervanging door Kees van Lier
- Pieter in Assepoester
- Toguhy in Lady en de Vagebond (1989)
- Koning Lowietje in TaleSpin en Jungle Club
- Dodger in Oliver & Co.
- Prop in Prop en Bertha
- Ernie in Snow Dogs (2002)
- Overige stemmen in Stinkie en Boudewijn Show (1994-1998)
- Overige stemmen in Rango (2011)
- Ruigbaard in De zwanenprinses
- Snuffie in Beertje Sebastiaan: De geheime opdracht
- Aard Appel in Aard Appel en Krieltje
- Wilbur in De Reddertjes in Kangoeroeland
- Takel in Cars, Cars 2, Cars 3, Takel en het spooklicht, Cars Toons, Disney Infinity, Cars on the Road
- Bloat (in het Nederlands Dick) in Finding Nemo en Finding Dory
- Lord Scrapperton in Super Robot Monkey Team Hyperforce Go!
- Henk de Mol in Alfred Jodokus Kwak
- Flip in Kleine Nemo
- Smokey in Stuart Little
- Carl Fredericksen in Up en Carl's Date
- Lorax in De Lorax en het verdwenen bos
- Cookie in Atlantis: De Verzonken Stad en Atlantis: Milo's Avontuur
- Billy Bones in Piratenplaneet (2002)
- Kapitein Frank in Race naar de maan (2015)
- Shogun in De legende van samoerai Henk

### Toneelstukken en musicals
- Bagage (Toneel en muziek met zZz)
- Python
- Grace
- Monument voor mijn vader
- Krapuul
- De Zonnebloem
- Heyermans!
- Jona de NEE zegger
- Kruimeltje
- Bulletje & Bonestaak
- De Kleine Kapitein
- De brief voor de koning
- Brandende liefde
- Willeke de musical
- Mike & Thomas Kerstrevue 2012
- Zeldzaam 1988
- 1000 Wishes (voor KiKa met PBII)

## Discografie

### Albums
- Neem me zoals ik ben - CBS - S 64106 - 1970 - lp
- Ik zou wel eens willen weten - CBS - S 64778 - 1972 - lp
- De geur van je huid - Elf Provinciën - ELF 15 42 - 1974 - lp
- Van embryo tot politicus - Elf Provinciën - ELF 46 09/10 G - 1976 - dubbel-lp
- Portret - Brigadoon - BIS 073 a/b - 2004 - dubbel-cd
- Achteraf gezien (bonus bij Portret) - Brigadoon - BIS 074 - 2004 - cd

### Singles
- Leesboek, merie / Kindje kom bij die provo uit bed - Delta - DS 1213 - 1966
- Let's spend the summer in the city of Amsterdam / De Jordaan - CBS - 5074 - 1970
- Jij zal er zijn (Love story) / Zij heeft 't (She touched me from drat the cat) - CBS - 7146 - 1971
- Zingt Jules de Corte: Waar blijft de tijd / Aan Luther en de anderen - CBS - 7742 - 1972
- Adieu Moulijn / Wat moet Feyenoord doen? - Philips - 6012 239 - 1972
- Samen staan we sterk / De zegeningen van het kapitaal - VARAgram - VF 12 - 1975
- Het echte boerenleven / Lente feest - Elf Provinciën - ELF 65 021 - 1976
- Er moet in Mokum een muziektheater / Interview met Cora Canne Meier - MS 7637 - 1976

## Presentatie
- Zig Zag 7/8 (Teleac/NOT) - 1997